# Monti Stanovik
I monti Stanovik (in russo Становик?) sono una catena montuosa della Siberia Orientale meridionale (Territorio della Transbajkalia) che fa parte dell'altopiano Chėntėj-Daur. Si trovano sulla riva sinistra del fiume Onon, tra i suoi due affluenti di sinistra: la Kyra e l'Akša.
La catena montuosa inizia a sud, sulla riva sinistra del corso inferiore del fiume Kyra e si estende per 110 km fino al fiume Akša. A ovest è limitata dalla valle del fiume Bylyra. La larghezza è di 40–70 km. Le altezze predominanti vanno dai 1 200 ai 1 600 m, la massima è 1 916 m.
La dorsale è composta principalmente da granodioriti del tardo Paleozoico e del Giurassico, oltre che da rocce vulcaniche. Il rilievo è dominato da zone di media montagna con abbondanza di pendii ripidi. I principali tipi di paesaggio sono la taiga montana, la foresta prealpina e i gol'cy.